# 1967-es finn labdarúgó-bajnokság (első osztály)
Az 1967-es finn labdarúgó-bajnokság (Mestaruussarja) a finn labdarúgó-bajnokság legmagasabb osztályának harminchetedik alkalommal megrendezett bajnoki éve volt. A pontvadászat 12 csapat részvételével zajlott. A bajnokságot a Reipas Lahti csapata nyerte.  

## Bajnokság végeredménye
| #  | Csapat                   | M  | Gy | D | V  | RG | KG | Pont |
| -- | ------------------------ | -- | -- | - | -- | -- | -- | ---- |
| 1  | Reipas Lahti (B)         | 22 | 14 | 4 | 4  | 55 | 27 | 32   |
| 2  | KuPS Kuopio              | 22 | 12 | 6 | 4  | 28 | 17 | 30   |
| 3  | TPS Turku                | 22 | 13 | 2 | 7  | 51 | 28 | 28   |
| 4  | Upon Pallo Lahti         | 22 | 10 | 6 | 6  | 29 | 19 | 26   |
| 5  | HJK Helsinki             | 22 | 11 | 3 | 8  | 59 | 38 | 25   |
| 6  | Haka Valkeakoski         | 22 | 9  | 6 | 7  | 37 | 23 | 24   |
| 7  | KTP Kotka                | 22 | 7  | 6 | 9  | 32 | 34 | 20   |
| 8  | KPV Kokkola              | 22 | 5  | 9 | 8  | 19 | 25 | 19   |
| 9  | VPS Vaasa                | 22 | 5  | 9 | 8  | 27 | 43 | 19   |
| 10 | MP Mikkeli               | 22 | 5  | 7 | 10 | 24 | 42 | 17   |
| 11 | ÅIFK Turku (K)           | 22 | 5  | 5 | 12 | 32 | 43 | 15   |
| 12 | Ilves-Kissat Tampere (K) | 22 | 4  | 1 | 17 | 19 | 73 | 9    |

## Külső hivatkozások
- Hivatalos honlap (finnül)
- Finnország – Az első osztály tabelláinak listája az RSSSF-en (angolul)